# Stephan Flesch
Stephan Flesch (* 14. Februar 1981) ist ein ehemaliger deutscher Basketballspieler.

## Werdegang
Der vom Walddörfer SV stammende, 1,98 Meter große Flügelspieler schaffte den Sprung ins Aufgebot der deutschen U20-Nationalmannschaft. Mit der Jugendmannschaft des Walddörfer SV gewann Flesch 1999 das Turnier Lundaspelen in der Wettkampfklasse U19. Er war bei dem Verein auch Basketball-Jugendtrainer.
In der Saison 2000/01 zählte er zum erweiterten Aufgebot des BCJ Hamburg für die Basketball-Bundesliga und wurde im April und Mai 2001 in zwei Begegnungen der höchsten deutschen Spielklasse eingesetzt. Nach dem Abstieg aus der Bundesliga war Flesch auch Mitglied der Hamburger Mannschaft, die im Spieljahr 2001/02 den Meistertitel in der 2. Basketball-Bundesliga Nord gewann. Er spielte hernach wieder beim Walddörfer SV (2003/04 in der 1. Regionalliga). Beruflich wurde Flesch als Physiotherapeut tätig und betreute als solcher von 2006 bis 2008 den Hockey-Bundesligisten (Frauen) des Uhlenhorster HC.